# NWNGR – Beddgelert

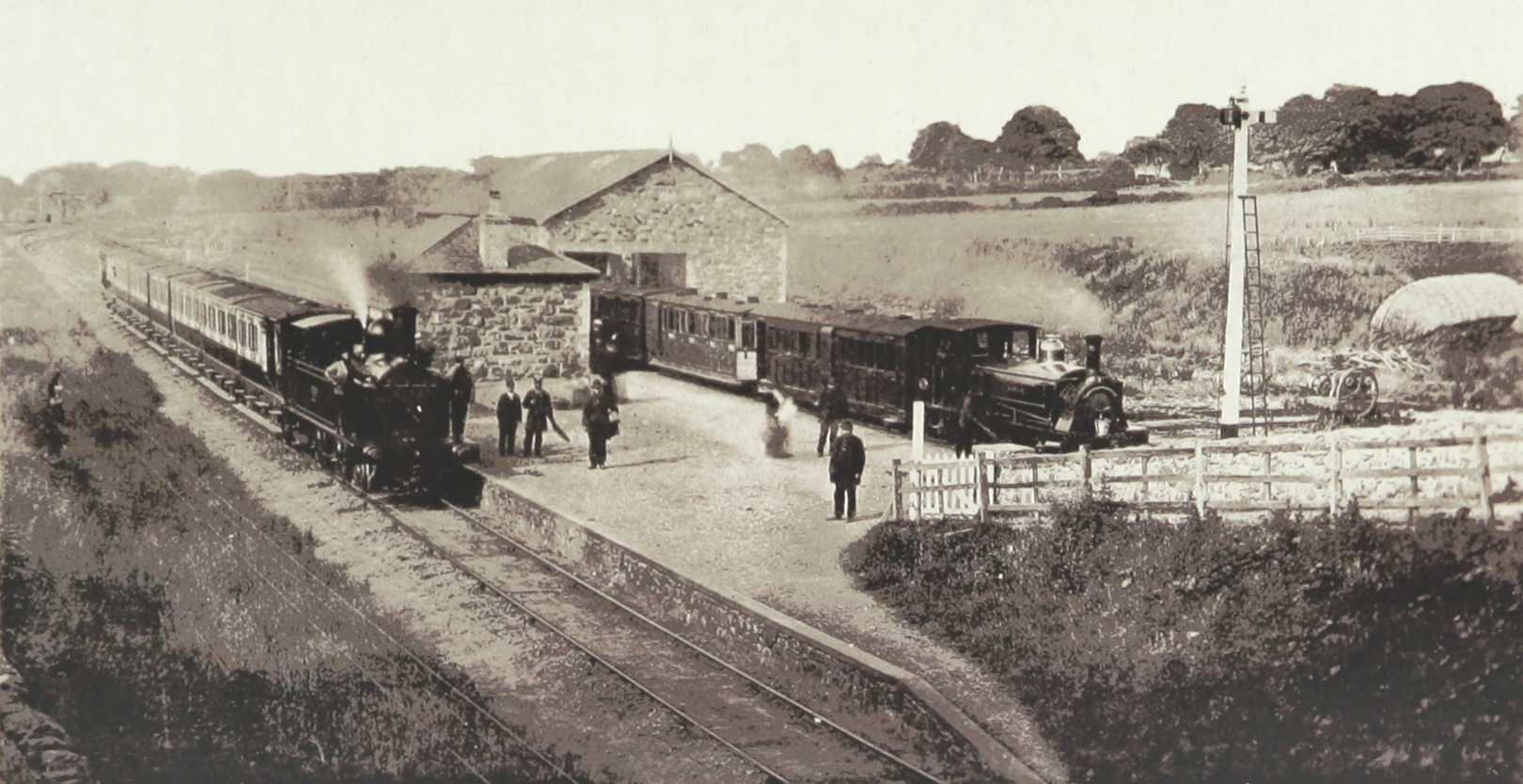
Ein Zug der NWNGR mit Beddgelert und ein Zug der LNWR im Bahnhof Dinas, 1883.

Die Beddgelert (nach dem gleichnamigen Ort) war eine Tenderlokomotive der North Wales Narrow Gauge Railways (NWNGR) mit der Achsfolge C2' für eine Spurweite von 597 mm. Sie wurde 1878 mit der Werknummer 206 von Hunslet gebaut.
Die Kuppelachsen waren in einem Außenrahmen gelagert und wurden über Kurbeln angetrieben; die Dampfverteilung erfolgte über eine innenliegende Stephenson-Steuerung. Der Stehkessel befand sich zwischen der dritten Kuppelachse und dem Drehgestell, wodurch sich ein relativ großer Gesamtradstand ergab. Obwohl deutlich größer, hatte die Lokomotive einige Merkmale mit den „Quarry Hunslets“ gemeinsam, die in den Steinbrüchen der Region eingesetzt wurden, darunter den Querschnitt des Satteltanks und die geneigte Anordnung der außenliegenden Zylinder. 
Die Beddgelert war die leistungsfähigste Lokomotive der NWNGR und wurde vor allem für Güterzüge auf dem „Bryngwyn branch“ eingesetzt, einer Zweigstrecke, an die einige Schiefersteinbrüche angeschlossen waren. 
1894 wurde der Kessel der Lokomotive im Rahmen einer Überholung geneigt angeordnet – anders als bei vielen Zahnradlokomotiven mit dem höheren Ende an der Rauchkammer – so dass der steile und in einer engen Kurve liegende erste Abschnitt der Zweigstrecke mit dem Drehgestell voraus befahren konnte und die Feuerbüchse trotzdem mit ausreichend Wasser bedeckt war. 
Schon 1906 war die Lokomotive so verschlissen, dass sich eine Reparatur nicht mehr lohnte. Ihre Aufgaben wurden wenig später von der 1'C1'-Lokomotive Russell übernommen. 
Eine Nachbildung der Beddgelert in halber Größe für 311 mm Spurweite wird auf der Fairbourne Railway eingesetzt.